# Iskandera
Iskandera là chi thực vật có hoa trong họ Cải.